# 213 (număr)
213 (două sute treisprezece) este numărul natural care urmează după 212 și precede pe 214 într-un șir crescător de numere naturale.

## În matematică
213:
- Este un număr impar.
- Este un număr compus.[1]
- Este un număr semiprim.[2][3]
- Este un număr deficient.[4][5]
- Este un număr Blum[6][7] deoarece divizorii săi sunt numere prime gaussiene.
- Suma cifrelor sale ±1 sunt numere prime. Produsul cifrelor sale este egal cu suma cifrelor sale.[8]
- Este cel mai mic număr dintr-un triplet de numere consecutive care sunt produse a două numere prime: {\displaystyle 213=3\times 71\,}, {\displaystyle 214=2\times 107\,} și {\displaystyle 215=5\times 43\,}.[9]
- Pătratul său este suma unor factoriale: {\displaystyle 213^{2}=45369=1!+2!+3!+7!+8!\,}.[10]

## În știință

### În astronomie
- Obiectul NGC 213 din New General Catalogue este o galaxie spirală cu o magnitudine 14,23 în constelația Peștii.
- 213 Lilaea este un asteroid din centura principală.
- 213P/Van Ness l este o cometă periodică din sistemul nostru solar.

## În alte domenii
213 se poate referi la:
- Prefixul telefonic al Algeriei.